# فضائل الصوم
فضائل الصوم في الإسلام هي خصائص التفضيل المتعلقة بالصوم، ودلت عليها نصوص الشرع الإسلامي من القرآن والسنة، وهي إما خصائص عامة للصوم من حيث هو بمعناه الشرعي، وإما أن تكون خصائص متعلقة بنوع من أنواع الصوم، مثل: فضائل صوم شهر رمضان، وفضائل صوم المحرم وغير ذلك، وقد تكون الفضيلة بسبب خصوصية الزمان والأداء فيه، أو بسبب الفرضية باعتبار أن التقرب إلى الله بالفرض أفضل من النفل. وفضائل الصوم كثيرة فمنها: أن الله قدر الحسنات والسيئات لابن آدم إلا الصوم فإنه له تعالى وهو يجزي به، ومنها: أن الصوم وقاية من النار، ومنها: أن الصوم ثوابه الجنة، ومنها: أن الصوم سبب لاستجابة الدعاء، وأنه كفارة للذنوب، وأنه يشفع لصاحبه يوم القيامة.

## فضائل الصوم
للصوم في الإسلام فضائل كثيرة وفوائد متعددة دلت عليها نصوص الشرع الإسلامي من القرآن والسنة، وهي جملة من الخصائص التي تضمنت الدلالة على مكانته وأهميته، وهي إما عامة لجميع أنواع الصوم، أو خاصة في بعض أنواعه، فالتفضيل بالخصوصية هو مزيد من الخصائص لبعض أنواع الصوم ومنها: صوم شهر رمضان، فيختص بكونه فرضا بمعنى: أن العبادة المفروضة أفضل من النفل، والتقرب إلى الله بما فرض أفضل رتبة من التقرب بالنوافل، كما يختص شهر رمضان بفضيلة نزول القرآن فيه، وبقيام لياله وغير ذلك، وهناك فضائل خاصة لبعض أنواع الصوم مثل: فضل صوم يوم عاشوراء والمحرم وغير ذلك.

## الصوم جنة
من فضائل الصوم أنه جنة أي: وقاية وستر من عذاب الآخرة، فقد أخرج البخاري في صحيحه: «عن أبي هريرة رضي الله عنه أن رسول الله ﷺ قال: الصيام جنة، فلا يرفث ولا يجهل وإن امرؤ قاتله أو شاتمه فليقل: إني صائم مرتين والذي نفسي بيده لخلوف فم الصائم أطيب عند الله تعالى من ريح المسك يترك طعامه وشرابه وشهوته من أجلي الصيام لي وأنا أجزي به والحسنة بعشر أمثالها».
وفي الموطأ: «والحسنة بعشر أمثالها، إلى سبعمائة ضعف، إلا الصيام فهو لي وأنا أجزي به». والجنة بضم الجيم بعدها نون مشددة مفتوحة بمعنى: الوقاية والستر، فهو وقاية من عذاب النار، ومما يدل على ذلك الحديث الذي أخرجه النسائي بلفظ: «الصيام جنة من النار» وفي رواية له أيضا بلفظ: «الصيام جنة كجنة أحدكم من القتال»، ولأحمد من طريق أبي يونس عن أبي هريرة: «جنة وحصن حصين من النار»، وله من حديث أبي عبيدة بن الجراح: «الصيام جنة ما لم يخرقها»، زاد الدارمي: «ما لم يخرقها بالغيبة». ذكر هذا ابن حجر العسقلاني في شرح الحديث وفي كلامه: وقال صاحب النهاية معنى كونه جنة أي: يقي صاحبه ما يؤذيه من الشهوات، وقال القرطبي: جنة أي: سترة يعني: بحسب مشروعيته، فينبغي للصائم أن يصونه مما يفسده وينقص ثوابه، ويصح أن يراد أنه سترة بحسب فائدته وهو إضعاف شهوات النفس؛ لأن الصائم يدع شهوته، ويصح أن يراد أنه سترة بحسب ما يحصل من الثواب وتضعيف الحسنات، وقال عياض في الإكمال: معناه سترة من الآثام أو من النار أو من جميع ذلك، وبالأخير جزم النووي، وقال ابن العربي: إنما كان الصوم جنة من النار؛ لأنه إمساك عن الشهوات، والنار محفوفة بالشهوات. فالحاصل أنه إذا كف نفسه عن الشهوات في الدنيا كان ذلك ساترا له من النار في الآخرة. انتهى كلام ابن حجر باختصار.

## ثواب الصوم
والصوم عبادة يثاب الصائم عليها ويكتب الله له بها الجزاء الوفير يوم القيامة، وقد كتب الله الحسنات والسيئات وبينها، وضاعف الحسنات وجعل السيئة بمثلها، وفي الحديث القدسي: «كل عمل ابن آدم يضاعف: الحسنة بعشر أمثالها إلى سبعمائة ضعف، قال الله تعالى: إلا الصوم، فإنه لي وأنا أجزي به، يدع شهوته وطعامه وشرابه من أجلي». فالصلاة مثلا: أقوال وأفعال، وإيتاء الزكاة: عمل، أما الصوم؛ فإنه عمل لكنه ليس بقول ولا فعل، بل هو بمعنى ترك المفطرات، والترك لا يعد قولا ولا فعلا، أي: أن الصوم عمل غير ظاهر، فلا يطلع على حقيقته إلا الله، ومن ثم فقد استثنى الله الصوم بقوله في الحديث القدسي: «إلا الصوم فإنه لي وأنا أجزي به» أي: أن الصوم يختلف عن جميع الأعمال التي تحصيها الملائكة على الإنسان، حيث اختصه الله بالإثابة علية؛ لأن الصوم عبادة لا تظهر، فيجازي عليها لعلمه بمن أخلص له فيها. وقد جاء في الحديث: «عن أبي هريرة قال قال رسول الله ﷺ: كل عمل ابن آدم يضاعف الحسنة بعشر أمثالها إلى سبع مائة ضعف ما شاء الله يقول الله إلا الصوم فإنه لي وأنا أجزي به يدع شهوته وطعامه من أجلي، للصائم فرحتان فرحة عند فطره وفرحة عند لقاء ربه ولخلوف فم الصائم أطيب عند الله من ريح المسك». وفي سنن الترمذي: «عن أبي هريرة قال قال رسول الله ﷺ: إن ربكم يقول: كل حسنة بعشر أمثالها إلى سبع مائة ضعف والصوم لي وأنا أجزي به الصوم جنة من النار ولخلوف فم الصائم أطيب عند الله من ريح المسك وإن جهل على أحدكم جاهل وهو صائم فليقل إني صائم». وفي رواية للبخاري بلفظ: «والذي نفسي بيده لخلوف فم الصائم أطيب عند الله تعالى من ريح المسك يترك طعامه وشرابه وشهوته من أجلي الصيام لي وأنا أجزي به والحسنة بعشر أمثالها».
وحيث اختص الله الصوم بأنه هو الذي يجزي به فجزاء الله عظيم، وقد جعل الله الجنة جزاء للصائمين، وفي الحديث:
«عن سهل رضى الله تعالى عنه عن النبي ﷺ قال: إن في الجنة بابا يقال له الريان يدخل منه الصائمون يوم القيامة لا يدخل منه أحد غيرهم يقال أين الصائمون فيقومون لا يدخل منه أحد غيرهم، فإذا دخلوا أغلق فلم يدخل منه أحد».
«عن أبي هريرة رضى الله تعالى عنه أن رسول الله ﷺ قال: من أنفق زوجين في سبيل الله نودي من أبواب الجنة يا عبد الله هذا خير فمن كان من أهل الصلاة؛ دعي من باب الصلاة، ومن كان من أهل الجهاد؛ دعي من باب الجهاد، ومن كان من أهل الصيام؛ دعي من باب الريان، ومن كان من أهل الصدقة دعي من باب الصدقة، فقال أبو بكر رضى الله تعالى عنه: بأبي وأمي يا رسول الله ما على من دعي من تلك الأبواب، من ضرورة فهل يدعى أحد من تلك الأبواب كلها؟ قال: نعم، وأرجو أن تكون منهم».
روى البخاري بسنده: «عن أبي صالح الزَّيَّات أنه سمع أبا هريرة رضى الله تعالى عنه يقول: قال رسول الله ﷺ: قال الله: كل عمل ابن آدم له إلا الصيام فإنه لي وأنا أجزي به، وَالصِّيَامُ جُنَّةٌ، وإذا كان يوم صوم أحدكم فلا يرفث ولا يَصْخَبْ فإن سَابَّهُ أحد أو قاتله فليقل إني امرؤ صائم، والذي نفس محمد بيده: لخلوف فم الصائم أطيب عند الله من ريح المسك، للصائم فرحتان يفرحهما إذا أفطر فرح وإذا لقي ربه فرح بصومه». وفي الحديث: «للصائم فرحتان: فرحة عند فطره، وفرحة عند لقاء ربه» أي: يفرح في الدنيا وقت الإفطار، ويوم الجزاء في الآخرة حين يلقى ثواب الصوم إن أخلصه لله. «ولخلوف فم الصائم أطيب عند الله من ريح المسك»، والخلوف: رائحة تغير الفم، «والصيام جنة» أي: وقاية من عذاب النار، «وإذا كان يوم صوم أحدكم فلا يرفث ولا يصخب، فإن سابه أحد أو قاتله، فليقل: إني امرؤ صائم».

## فضل صوم رمضان
يختص شهر رمضان بكونه شهر الصوم عند المسلمين، ويختص بكونه أفضل أنواع الصوم، فيختص بكونه فرضا بمعنى: أن العبادة المفروضة أفضل من النفل، والتقرب إلى الله بما فرض أفضل رتبة من التقرب بالنوافل، كما يختص شهر رمضان بفضيلة نزول القرآن فيه، وبقيام لياله وغير ذلك، وشهر رمضان يقال له شهر الصبر، والصبر ثوابه الجنة، وصوم رمضان كفارة للذنوب وفي الحديث: «عن أبي هريرة رضى الله تعالى عنه عن النبي ﷺ قال: من قام ليلة القدر إيمانا واحتسابا غفر له ما تقدم من ذنبه ومن صام رمضان إيمانا واحتسابا غفر له ما تقدم من ذنبه».
ويكون صوم شهر رمضان كفارة للذنوب لمن صامه إيمانا بالله وتصديقا بثوابه وإخلاصا له فيه، قد روى البخاري: «عن أبي هريرة رضي الله عنه قال: قال رسول الله ﷺ: «من صام رمضان إيمانا واحتسابا، غفر له ما تقدم من ذنبه»». ومعنى: «من صام رمضان إيماناً واحتساباً غُفر له ما تقدم من ذنبه، ومن قام ليلة القدر إيماناً واحتساباً غُفر له ما تقدم من ذنبه» لأن الصوم إنما يكون بنية التقرب إلى الله، والنية شرط في وقوعه. «عن أبي هريرة رضى الله تعالى عنه أن رسول الله ﷺ قال: إذا جاء رمضان فتحت أبواب الجنة».
«عن أبي هريرة رضى الله تعالى عنه يقول: قال رسول الله ﷺ: إذا دخل شهر رمضان فتحت أبواب السماء وغلقت أبواب جهنم وسلسلت الشياطين».
«عن أبي هريرة قال: قال رسول الله ﷺ: أتاكم شهر رمضان، شهر مبارك فرض الله عليكم صيامه، تفتح فيه أبواب السماء وتغلق فيه أبواب الجحيم، وتغل فيه مردة الشياطين، لله فيه ليلة خير من ألف شهر من حرم خيرها فقد حرم».

## الصوم كفارة للذنوب
ومن فضائل الصوم أنه من أسباب تكفير الذنوب، كما في صحيح مسلم عن أبي هريرة رضي الله عنه «أَنَّ رَسُولَ اللّهِ كَانَ يَقُولُ: الصَّلَوَاتُ الْخَمْسُ. وَالْجُمُعَةُ إِلَى الْجُمُعَةِ. وَرَمَضَانُ إِلَى رَمَضَانَ. مُكَفِّرَاتٌ مَا بَيْنَهُنَّ إِذَا اجْتَنَبَ الْكَبَائِرَ». وفي الصحيحين عن أبي قتادة رضي الله عنه قال:«سُئِلَ عَنْ صَوْمِ يَوْمِ عَرَفَةَ؟ فَقَالَ: يُكَفِّرُ السَّنَةَ الْمَاضِيَةَ وَالْبَاقِيَةَ، وَسُئِلَ عَنْ صَوْمِ يَوْمِ عَاشُورَاءَ؟ فَقَالَ: يُكَفِّرُ السَّنَةَ الْمَاضِيةَ».
ومن فضائل الصوم أنه كفارة للذنوب، وفي الحديث: «عن حذيفة قال: قال عمر رضى الله تعالى عنه من يحفظ حديثا عن النبي ﷺ في الفتنة؟ قال حذيفة: أنا سمعته يقول: فتنة الرجل في أهله وماله وجاره تكفرها الصلاة والصيام والصدقة قال ليس أسأل عن هذه إنما أسأل عن التي تموج كما يموج البحر قال وإن دون ذلك بابا مغلقا قال: فيفتح أو يكسر قال يكسر قال ذاك أجدر أن لا يغلق إلى يوم القيامة فقلنا لمسروق سله أكان عمر يعلم من الباب فسأله فقال: نعم كما يعلم أن دون غد الليلة».

## الصوم سبب لاستجابة الدعاء
من فضائل الصوم أنه سبب لاستجابة الدعاء وفي الحديث: «وعن أبي هريرة عن النبي ﷺ قال: "ثلاث حق على الله أن لا يرد لهم دعوة: الصائم حتى يفطر، والمظلوم حتى ينتصر، والمسافر حتى يرجع». رواه الترمذي باختصار المسافر وبغير هذا السياق رواه البزار».

## شفاعة الصوم يوم القيامة
من فضائل الصوم أنه يشفع لصاحبه يوم القيامة، لما روى الإمام أحمد وغيره: «عن عبد الله بن عمرو أن رسول الله ﷺ قال: "الصيام والقرآن يشفعان للعبد، يقول الصيام: أي رب إني منعته الطعام والشهوات بالنهار فشفعني فيه، ويقول القرآن: منعته النوم بالليل فشفعني فيه، فيشفعان"».

## مما ورد في فضل الصوم
في المصنف روى ابن أبي شيبة: عن مطرف بن عبد الله بن الشخير قال: «أتيت عثمان بن أبي العاص فدعا لي بلبن لقحة فقلت: إني صائم فقال: أما إني سمعت رسول الله ﷺ يقول : «الصيام جنة من النار كجنة أحدكم من القتال وصيام حسن صيام ثلاثة أيام من كل شهر»». وعن هبيرة قال قال عبد الله «الصوم جنة من النار كجنة الرجل إذا حمل من السلاح ما أطاق».
عن أبي هريرة وأبي سعيد قالا: «قال رسول الله ﷺ: إن الله يقول: إن الصوم لي وأنا أجزي به وإن للصائم فرحتين إذا أفطر فرح وإذا لقي الله فرح والذي نفس محمد بيده لخلوف فم الصائم أطيب عند الله من ريح المسك». وعن أبي هريرة قال: «قال رسول الله ﷺ: كل عمل ابن آدم يضاعف الحسنة عشر أمثالها إلى سبعمائة ضعف قال الله تعالى إلا الصوم فإنه لي وأنا أجزي به يدع طعامه وشرابه وشهوته من أجلي، للصائم فرحتان فرحة عند فطره وفرحة عند لقاء ربه ولخلوف فم الصائم أطيب عند الله من ريح المسك، الصوم جنة الصوم جنة».
عن عياض بن غطيف قال دخلنا على أبي عبيدة فقال: «الصوم جنة ما لم يخرقها». وعن عياض بن غطيف قال دخلنا على أبي عبيدة بن الجراح في مرضه فقال: «سمعت رسول الله ﷺ يقول: الصوم جنة ما لم يخرقها».
عن أبي بردة عن أبي موسى قال كنا في البحر فبينا نحن نسير وقد رفعنا الشراع ولا نرى جزيرة ولا شيئا إذ سمعنا مناديا ينادي يا أهل السفينة قفوا أخبركم فقمنا ننظر فلم نر شيئا فنادى سبعا فلما كانت السابعة قمت فقلت يا هذا أخبرنا ما تريد أن تخبرنا به فإنك ترى حالنا ولا نستطيع أن نقف عليها قال ألا أخبركم بقضاء قضاه الله على نفسه أيما عبد أظمأ نفسه في الله في يوم حار أرواه الله يوم القيامة زاد أبو أسامة فكنت لا تشاء أن ترى أبا موسى صائما في يوم بعيد ما بين الطرفين إلا رأيته.
«عن أبي هريرة عن النبي ﷺ قال: الصائم لا ترد دعوته».
«عن أبي هريرة عن النبي صلى الله عليه وسلم: لكل أهل عمل باب من أبواب الجنة يدعون منه بذلك العمل ولأهل الصيام باب يقال له الريان».